# Edward Heath
Sir Edward Richard George Heath, KG, MBE (9. července 1916 Broadstairs – 17. července 2005 Salisbury) byl v letech 1970–1974 předsedou vlády Velké Británie za Konzervativní stranu.

## Mládí a vzdělání
Narodil se jako syn tesaře a později drobného podnikatele. V roce 1935 získal stipendium a mohl odejít do Oxfordu, kde vystudoval filosofii, politologii a ekonomii. Už na studiích byl aktivní v konzervativní straně, kde se stavěl proti navracení bývalých německých kolonií a podporoval španělské republikány. Během druhé světové války sloužil u dělostřelectva.

## Veřejná činnost
V roce 1950 byl poprvé zvolen do Dolní sněmovny. Po volbách roku 1959 vystřídal několik ministerstev ve vládách Harolda Macmillana a později Aleca Douglas-Home. Po porážce ve volbách roku 1964 a Douglas-Homově demisi byl zvolen předsedou Konzervativní strany a stanul v čele opozice. Po překvapivém vítězství ve volbách v roce 1970 se stal prvním britským konzervativním předsedou vlády, který nepocházel z vyšších vrstev. V domácí politice prosadil správní reformu, která zohlednila význam velkých měst a dala vzniknout metropolitním hrabstvím. Jeho ekonomické reformy vyvolaly silný odpor odborů, zejména hornických. Ten byl jednou z příčin jeho volební porážky v roce 1974. V zahraniční politice jeho vláda uvalila embargo na strany konfliktu v Jomkipurské válce. Velká Británie též roku 1972 oficiálně uznala Čínskou lidovou republiku, kterou Heath opakovaně navštívil. Dobré vztahy udržoval též s americkým prezidentem Richardem Nixonem.

## Konflikt v Severním Irsku
Během Heathovy vlády proběhla nejnásilnější fáze severoirského konfliktu. 30. ledna 1972 bylo při Krvavé neděli zabito britskými vojáky 14 neozbrojených účastníků pochodu v Londonderry. Následnou dohodu s Irskou republikánskou armádou pak striktně odmítli severoirští unionisté. Ztráta jejich podpory byla dalším z důvodů Heathovy volební porážky.

## Bývalý předseda vlády
Heath zůstal členem parlamentu až do roku 2001, kdy obdržel Podvazkový řád a byl povýšen do rytířského stavu. Zemřel 17. července 2005 ve věku 89 let.

## Obvinění ze sexuálního zneužívání
V roce 2015 policie zahájila vyšetřovaní obvinění týkajícího zneužívání dětí údajně spáchaného Edwardem Heathem. Vyšetřování týká 42 obvinění ze sexuálního zneužívání, přičemž policejní vyšetřovaní se soustředí na sedm případů. Obvinění zahrnují jeden případ znásilnění chlapce mladšího 16 let a několik případů osahávání nezletilých chlapců, přičemž část z nich se údajně odehrála během placených setkání. Vyšetřování zatím nedošlo k jednoznačným závěrům.